# Pemba Kusini
Pemba Kusini eller Syd-Pemba er en af Tanzanias 26 administrative regioner. Regionhovedstaden er Mkoani. Den består af den sydlige del af øen Pemba, og er en af fem regioner som udgør Zanzibar. Den har 236.072 indbyggere (2009) og et areal på 332 km². Den administrativa huvudorten är Chake Chake. Mod nord grænser den til Pemba Kaskazini.
Regionen består af to distrikter, Mkoani og Chake Chake.

## Eksterne kilder og henvisninger
1. 1 2   Statoids, Regions of Tanzania

5°20′S 39°45′Ø / 5.333°S 39.750°Ø